# Бар (селище)
Бар — селище в Україні, у Барській міській громаді Жмеринського району Вінницької області.

## Розташування
Селище розташоване за 2 км на південний схід від міста Бар.

## Історія
Точних писемних документів про час заснування селища Бар немає. Станція Бар і населення ст. Бар почало формуватися наприкінці ХІХ ст. через будівництво залізниці Жмеринка — Могилів-Подільський.
Відповідно до Розпорядження Кабінету Міністрів України від 12 червня 2020 року № 707-р «Про визначення адміністративних центрів та затвердження територій територіальних громад Вінницької області.» увійшло до складу Барської міської громади.
19 липня 2020 року, в результаті адміністративно-територіальної реформи та ліквідації Барського району, селище увійшло до складу Жмеринського району.

## Пам'ятки
У селищі розташований пам'ятник 300 воїнам, загиблим під час німецько-радянської війни.